# Senecio macrophyllus
Senecio macrophyllus — вид рослин з родини айстрових (Asteraceae), поширений у Європі й західній Азії.

## Опис
Багаторічна рослина до 200 см заввишки. Листя синьо-зелене, довгасто ланцетоподібне. Жовті квітки, зібрані в кошики діаметром 7–9 мм. Плоди голі довжиною 3–4 мм.

## Поширення
Поширений у Європі й західній Азії.